# クロウバラ・アスレティックFC
クロウバラ・アスレティック・フットボールクラブ（Crowborough Athletic Football Club）はイングランド、イースト・サセックス、ウィールデン市内、クロウバラを本拠地とするサッカークラブチームである。2010-2011シーズンはサセックス・カウンティーズリーグ・ディヴィジョン1（9部相当）に所属。

## タイトル

### 国内タイトル
- サセックス・カウンティーリーグ・ディヴィジョン1:1回

2007-2008
- ジョン・オハラ・リーグチャレンジカップ:1回

2007

### 国際タイトル
- なし